# Tour de Puy-Malsignat
La tour de Puy-Malsignat est un édifice situé à Puy-Malsignat, France.

## Localisation
La tour est située sur le territoire de la commune de Puy-Malsignat dans le département de la Creuse et la région Nouvelle-Aquitaine.

## Description
La tour de Puy-Malsignat est un vestige d'un château du Moyen Âge. C'est une tour cylindrique surmontée à l'origine de mâchicoulis dont il ne reste que quelques traces. Seuls subsistent les ébrasements des fenêtres et des meurtrières avec leurs bancs de pierre.

## Histoire
La tour est inscrite au titre des monuments historiques par arrêté du 22 septembre 1937.